# Cantón de Ourville-en-Caux
El cantón de Ourville-en-Caux era una división administrativa francesa, que estaba situada en el departamento de Sena Marítimo y la región de Alta Normandía.

## Composición
El cantón estaba formado por dieciséis comunas:
- Ancourteville-sur-Héricourt
- Anvéville
- Beuzeville-la-Guérard
- Carville-Pot-de-Fer
- Cleuville
- Le Hanouard
- Hautot-l'Auvray
- Héricourt-en-Caux
- Oherville
- Ourville-en-Caux
- Robertot
- Routes
- Saint-Vaast-Dieppedalle
- Sommesnil
- Thiouville
- Veauville-lès-Quelles

## Supresión del cantón de Ourville-en-Caux
En aplicación del Decreto nº 2014-266 de 27 de febrero de 2014, el cantón de Ourville-en-Caux fue suprimido el 22 de marzo de 2015 y sus 16 comunas pasaron a formar parte; once del nuevo cantón de Saint-Valery-en-Caux y cinco del nuevo cantón de Yvetot.